# Olivier Fleurot
Olivier Fleurot, né le 3 septembre 1952 à Orange, est un journaliste et conseiller en communication. Il est notamment directeur général des Échos de 1996 à 1999, puis directeur du Financial Times jusqu'en juin 2006.

## Biographie
Il est le fils d'un pilote de chasse, le général d'armée Philippe Fleurot.
Ingénieur civil des Mines en 1974, diplômé de l'École nationale supérieure des mines de Saint-Étienne, il commence sa carrière comme ingénieur chez Degrémont en 1975. Après une année à travailler sur des chantiers en Turquie, Irak, Libye, il rejoint la filiale américaine Infilco Degremont Inc (IDI) en Virginie.
En 1978, il devient journaliste, d'abord à L'Usine Nouvelle, puis au quotidien économique Les Echos où il couvre les industries de haute technologie.
Il prend ensuite des responsabilités de marketing et communication dans le secteur du logiciel, notamment chez Lotus Development France, numéro un du tableur pour micro-ordinateurs en 1985. Revenu en 1988 – au moment où le groupe anglais Pearson rachète le groupe Les Échos – comme directeur du marketing, de la communication et de la diffusion du quotidien Les Echos, il devient directeur général adjoint en 1990. Il lance le magazine économique Enjeux-Les Échos, crée les Échos conférences et lance de nouvelles lettres spécialisées.
Il est nommé directeur général du Groupe Les Échos en 1996.
En janvier 1999 il est appelé à diriger le quotidien anglais Financial Times par Marjorie Scardino, directrice du groupe Pearson : « le beau gosse Fleurot lui aurait tapé dans l'oeil ». Premier Français à diriger un journal anglais,, il y restera 8 ans pendant lesquels il lancera, avec les équipes de Grüner + Jahr le quotidien Financial Times Deutschland, et réorganisera le Financial Times pour le préparer à son expansion sur le web. Il quitte le Financial Times le 12 juin 2006, en raison d'une reprise en main par Glen Moreno (en), nouveau patron du groupe Pearson.
Il rejoint le groupe Publicis fin 2006 comme Executive Chairman du réseau de publicité Publicis Worldwide, membre du P12, le comité de management du groupe dirigé par Maurice Lévy,. En 2009, il prend la direction d'un regroupement de 3 réseaux au sein de Publicis : MS&L, Publicis Consultants et Publicis Events,. Il crée un réseau mondial d'agences de communication, de PR et d'événementiel, MSL group, en complétant l'existant avec une quinzaine d'acquisitions en Chine, Inde, Allemagne, Brésil et aux Etats-Unis. En 2015, il est nommé Senior Vice-Président du groupe Publicis, en charge de diverses fonctions: Communication, Immobilier, Assurances, projet d'ERP,etc..
Il quitte le groupe Publicis début 2018 et démarre une activité de consultant indépendant tout en se consacrant à diverses associations ou fondations.

## Activités annexes
En 2002, il est nommé membre du conseil d'orientation stratégique des écoles des mines françaises.
En 2009, il est élu président de l'European Association of Communications Agencies (en).
Il est membre du board de International Youth Foundation de 2009 à 2019.
Il est depuis 2023 membre du conseil d’administration de l’Institut de l’Engagement.
Il est professeur affilié à Sciences Po Executive Education, et intervient dans l'Executive Master Management des médias et du numérique pendant 15 ans.

## Distinctions
Il est nommé chevalier de la Légion d'honneur en 2001,.